# Frederick Aiken
Frederick Augustus Aiken (Lowell, 20 settembre 1832 – Washington, 23 dicembre 1878) è stato un avvocato, giornalista e militare statunitense.
Veterano della guerra di secessione, fu incaricato con John Clampitt della difesa di Mary Surratt, accusata di aver partecipato alla cospirazione che condusse all'assassinio del presidente Lincoln.

## Biografia
Ci sono poche e talvolta contraddittorie informazioni sui primi anni della vita di Aiken; gli stessi dati anagrafici - il nome per esteso, data e luogo di nascita - sono riportati con alcune variazioni da fonte e fonte. Le registrazioni ufficiali della sua nascita e quelle redatte in occasione dei censimenti statunitensi del 1840 e 1850 lo riportano come Frederick Augustus Aiken, nato il 20 settembre 1832 a Lowell, nel Massachusetts, da Susan (nata Rice) e Solomon S. Aiken. Il sito Find a Grave indica il suo nome come Frederick Argyle Aiken, nato nel 1832 a Lowell, mentre sul suo necrologio pubblicato su The Washington Post il 24 dicembre 1878 lo si indicava come Frederick Argyle Aiken, nato nel 1837 a Boston.
La famiglia si trasferì a Hardwick, nel Vermont, quando Aiken aveva dieci anni. Frequentò il Middlebury College dove studiò giornalismo. Successivamente curò il Burlington Sentinel. Il 1º 1857 sposò Sarah Weston, figlia del giudice Edmund Weston. Studiò legge e fu autorizzato a svolgere la professione di avvocato in Vermont nel 1859. L'anno seguente si trasferì con la moglie a Washington, dove fu segretario del Comitato nazionale democratico e appoggiò la candidatura alla vicepresidenza di John C. Breckinridge nelle elezioni presidenziali del 1860.

### Guerra di secessione
Allo scoppiò della guerra di secessione (1861-1865), servì come ufficiale nell'esercito dell'Unione. È possibile che Aiken nutrisse una qualche simpatia per la Confederazione, come potrebbe testimoniare sia il suo precedente sostegno a Breckinridge (che divenne un generale dell'esercito confederato), sia una lettera inviata a Jefferson Davis in cui si proponeva come corrispondente; missiva, tuttavia, che potrebbe essere stata frutto di una tentata attività di spionaggio.
Le azioni da lui compiute durante la guerra rimangono per lo più sconosciute, salvo il fatto che arrivò fino al grado di colonnello. Negli Official Records of the War of the Rebellion il suo nome compare due volte come aiutante di campo volontario del generale Winfield Scott Hancock: il primo dispaccio è relativo alla battaglia di Williamsburg (1862) quando Aiken era ancora capitano; l'altro è inviato da Hancock al generale William Farrar Smith esprimendo il proprio apprezzamento per Aiken ed altri ufficiali. Nel suo necrologio pubblicato su The Washington Post il 24 dicembre 1878, si fece riferimento al fatto che durante la guerra era rimasto ferito in combattimento, senza tuttavia precisarne le circostanze.

### Processo a Mary Surratt
Il 14 aprile 1865 fu assassinato a Washington il presidente Abraham Lincoln, mentre assisteva ad una rappresentazione teatrale. Il suo assassino, John Wilkes Booth, fuggì, ma fu rintracciato ed ucciso a sua volta, meno di due settimane dopo. I suoi complici furono tutti arrestati entro la fine del mese e condotti davanti ad un tribunale militare presieduto dal maggior generale David Hunter. L'unica imputata donna fu Mary Surratt, proprietaria della pensione a Washington dove Booth e gli altri cospiratori erano soliti incontrarsi. Prese l'incarico della sua difesa Reverdy Johnson, ex-Procuratore generale e allora rappresentante del Maryland al Senato. Tuttavia, diversi membri della giuria contestarono il diritto di Johnson a difendere la signora Surratt poiché si era rifiutato di richiedere un giuramento di fideltà da parte dei votanti durante le elezioni presidenziali del 1864. Sebbene l'obiezione fu ritirata, Johnson non partecipò molto al processo e lasciò la maggior parte dell'onere della difesa ad Aiken e John Clampitt, che avevano da poco costruito il proprio studio legale in città.
Ancora relativamente inesperti nella professione e senza l'attivo aiuto di Johnson, Aiken e Clampitt erano tristemente impreparati per il loro compito. La loro difesa si basava sul tentativo di screditare la testimonianza di due principali testimoni dell'accusa, John M. Lloyd e Louis J. Weichmann, ma finirono invece per rafforzare la tesi dell'accusa. In definitiva, la difesa non ebbe successo e Mary Surratt fu tradotta al patibolo il 7 luglio 1865.
La vicenda è stata rappresentata nel film The Conspirator del 2010 diretto da Robert Redford, nel quale Frederick Aiken è interpretato da James McAvoy.

### Dopo il processo
Aiken e Clampitt sospesero la loro attività in comune nel 1866, probabilmente come risultato dell'esito del processo. The New York Times riportò che Aiken era stato arrestato nel giugno del 1866 per un assegno non coperto. Nel suo necrologio fu indicato che era stato chiamato anche a partecipare alla difesa di Jefferson Davis, ma l'ex-Presidente confederato fu in ultimo rilasciato senza processo. Nel 1868, Aiken si dedicò al giornalismo come primo redattore per la cronaca del Washington Post.
Morì a Washington il 23 dicembre 1878, come conseguenza di una malattia cardiaca; aveva quarantasei anni. Fu sepolto presso il cimitero di Oak Hill a Washington; la sua tomba fu contrassegnata da una lapide priva delle sue generalità.
Nel 2012, la Surratt Society di Clinton, nel Maryland, ha posto una nuova lapide sulla sua tomba nel corso di una cerimonia alla quale hanno partecipato anche i discendenti della famiglia Aiken.